# Darío Calle Correa
Darío de Jesús Calle Correa alias Timoléon (siglo XX-Santo Domingo, Antioquia 28 de enero de 2008) fue un guerrillero colombiano miembro del Ejército de Liberación Nacional.  

## Biografía
Fue Comandante del Frente Carlos Alirio Buitrago, que por años ocupó la vía Medellín-Bogotá en el oriente de Antioquia. Durante los enfrentamientos entre el ELN y el Ejército Nacional, Calle Correa fue obligado a salir de Antioquia al interior del país. Antes de su muerte era Jefe de guerra central en el Tolima y oriente de Antioquia, fortaleciendo al Frente Bernardo López Arroyave, en el norte del departamento.  
Murió en el municipio de Santo Domingo, Antioquia en un enfrentamiento con el Ejército Nacional el 28 de enero de 2008. 